# Discovery Channel Telescope
Discovery Channel Telescope (DCT) är ett optiskt teleskop med en diameter på 4,3 meter, byggt av Lowell Observatory och Discovery Channel. DCT byggdes i Coconino National Forest nära Happy Jack, Arizona. Happy Jack ligger på 2360 meters höjd och cirka 65 km syd-sydost om Flagstaff. Projektet var ursprungligen ett partnerskap mellan Discovery Communications och Lowell Observatory.

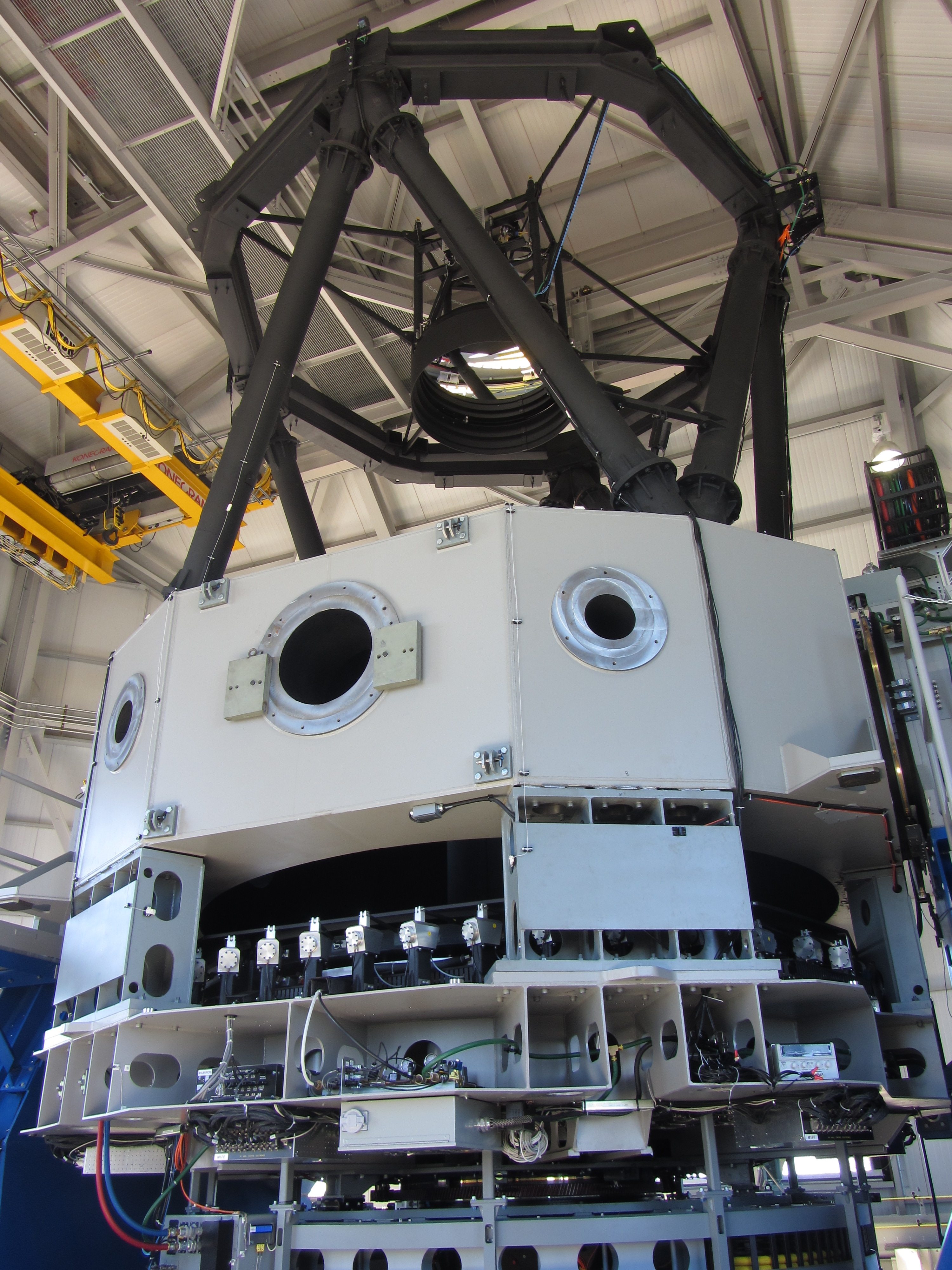
Discovery Channel Telescope